# Marcos López
Marcos Johan López Lanfranco, noto semplicemente come Marcos López (Lima, 2 novembre 1999), è un calciatore peruviano, difensore del Copenaghen e della nazionale peruviana.

## Caratteristiche tecniche
È un terzino sinistro.

## Carriera

### Club
Cresciuto nelle giovanili dello Sporting Cristal, ha esordito in prima squadra il 14 agosto 2016 disputando l'incontro di Campeonato Descentralizado vinto 2-0 contro l'Sport Huancayo.
L'8 agosto 2022 viene acquistato dal Feyenoord.
Il 22 agosto 2024 viene ceduto in prestito al Copenaghen. Il 26 giugno 2025 il club danese ne comunica il riscatto, firmando un contratto valido fino al 2029.

### Nazionale
Con la nazionale Under-20 peruviana ha preso parte al Sudamericano Under-20 2017. Successivamente ha giocato anche nella nazionale peruviana Under-23.
Il 9 settembre 2018 ha esordito con la nazionale peruviana disputando l'amichevole persa 2-1 contro la Germania.

## Statistiche

### Cronologia presenze e reti in nazionale
| Cronologia completa delle presenze e delle reti in nazionale ― Perù | Cronologia completa delle presenze e delle reti in nazionale ― Perù | Cronologia completa delle presenze e delle reti in nazionale ― Perù | Cronologia completa delle presenze e delle reti in nazionale ― Perù | Cronologia completa delle presenze e delle reti in nazionale ― Perù | Cronologia completa delle presenze e delle reti in nazionale ― Perù | Cronologia completa delle presenze e delle reti in nazionale ― Perù | Cronologia completa delle presenze e delle reti in nazionale ― Perù |
| Data                                                                | Città                                                               | In casa                                                             | Risultato                                                           | Ospiti                                                              | Competizione                                                        | Reti                                                                | Note                                                                |
| ------------------------------------------------------------------- | ------------------------------------------------------------------- | ------------------------------------------------------------------- | ------------------------------------------------------------------- | ------------------------------------------------------------------- | ------------------------------------------------------------------- | ------------------------------------------------------------------- | ------------------------------------------------------------------- |
| 9-9-2018                                                            | Sinsheim                                                            | Germania                                                            | 2 – 1                                                               | Perù                                                                | Amichevole                                                          | -                                                                   | 67’                                                                 |
| 27-3-2019                                                           | Washington                                                          | Perù                                                                | 0 – 2                                                               | El Salvador                                                         | Amichevole                                                          | -                                                                   | 84’                                                                 |
| 8-10-2020                                                           | Asunción                                                            | Paraguay                                                            | 2 – 2                                                               | Perù                                                                | Qual. Mondiali 2022                                                 | -                                                                   | 87’                                                                 |
| 13-11-2020                                                          | Santiago del Cile                                                   | Cile                                                                | 2 – 0                                                               | Perù                                                                | Qual. Mondiali 2022                                                 | -                                                                   | 76’                                                                 |
| 4-6-2021                                                            | Lima                                                                | Perù                                                                | 0 – 3                                                               | Colombia                                                            | Qual. Mondiali 2022                                                 | -                                                                   | 48’                                                                 |
| 8-6-2021                                                            | Quito                                                               | Ecuador                                                             | 1 – 2                                                               | Perù                                                                | Qual. Mondiali 2022                                                 | -                                                                   |                                                                     |
| 17-6-2021                                                           | Rio de Janeiro                                                      | Brasile                                                             | 4 – 0                                                               | Perù                                                                | Coppa America 2021 - 1º turno                                       | -                                                                   |                                                                     |
| 20-6-2021                                                           | Goiânia                                                             | Colombia                                                            | 1 – 2                                                               | Perù                                                                | Coppa America 2021 - 1º turno                                       | -                                                                   |                                                                     |
| 5-7-2021                                                            | Rio de Janeiro                                                      | Brasile                                                             | 1 – 0                                                               | Perù                                                                | Coppa America 2021 - Semifinale                                     | -                                                                   | 46’                                                                 |
| 9-7-2021                                                            | Brasilia                                                            | Colombia                                                            | 3 – 2                                                               | Perù                                                                | Coppa America 2021 - Finale 3º posto                                | -                                                                   |                                                                     |
| 2-9-2021                                                            | Lima                                                                | Perù                                                                | 1 – 1                                                               | Uruguay                                                             | Qual. Mondiali 2022                                                 | -                                                                   |                                                                     |
| 5-9-2021                                                            | Lima                                                                | Perù                                                                | 1 – 0                                                               | Venezuela                                                           | Qual. Mondiali 2022                                                 | -                                                                   |                                                                     |
| 9-9-2021                                                            | Recife                                                              | Brasile                                                             | 2 – 0                                                               | Perù                                                                | Qual. Mondiali 2022                                                 | -                                                                   |                                                                     |
| 7-10-2021                                                           | Lima                                                                | Perù                                                                | 2 – 0                                                               | Cile                                                                | Qual. Mondiali 2022                                                 | -                                                                   | 68’                                                                 |
| 10-10-2021                                                          | La Paz                                                              | Bolivia                                                             | 1 – 0                                                               | Perù                                                                | Qual. Mondiali 2022                                                 | -                                                                   |                                                                     |
| 14-10-2021                                                          | Buenos Aires                                                        | Argentina                                                           | 1 – 0                                                               | Perù                                                                | Qual. Mondiali 2022                                                 | -                                                                   | 85’                                                                 |
| 16-11-2021                                                          | Caracas                                                             | Venezuela                                                           | 1 – 2                                                               | Perù                                                                | Qual. Mondiali 2022                                                 | -                                                                   | 77’                                                                 |
| 16-1-2022                                                           | Lima                                                                | Perù                                                                | 1 – 1                                                               | Panama                                                              | Amichevole                                                          | -                                                                   | 73’                                                                 |
| 28-1-2022                                                           | Barranquilla                                                        | Colombia                                                            | 0 – 1                                                               | Perù                                                                | Qual. Mondiali 2022                                                 | -                                                                   | 64’                                                                 |
| 5-6-2022                                                            | Cornellà de Llobregat                                               | Perù                                                                | 1 – 0                                                               | Nuova Zelanda                                                       | Amichevole                                                          | -                                                                   | 67’                                                                 |
| 25-9-2022                                                           | Pasadena                                                            | Messico                                                             | 1 – 0                                                               | Perù                                                                | Amichevole                                                          | -                                                                   |                                                                     |
| 28-9-2022                                                           | Washington                                                          | El Salvador                                                         | 1 – 4                                                               | Perù                                                                | Amichevole                                                          | -                                                                   | 60’                                                                 |
| 16-11-2022                                                          | Lima                                                                | Perù                                                                | 1 – 0                                                               | Paraguay                                                            | Amichevole                                                          | -                                                                   | 36’                                                                 |
| 20-11-2022                                                          | Arequipa                                                            | Perù                                                                | 1 – 0                                                               | Bolivia                                                             | Amichevole                                                          | -                                                                   | 59’                                                                 |
| 25-3-2023                                                           | Magonza                                                             | Germania                                                            | 2 – 0                                                               | Perù                                                                | Amichevole                                                          | -                                                                   |                                                                     |
| 28-3-2023                                                           | Madrid                                                              | Marocco                                                             | 0 – 0                                                               | Perù                                                                | Amichevole                                                          | -                                                                   | 46’                                                                 |
| 20-6-2023                                                           | Suita                                                               | Giappone                                                            | 4 – 1                                                               | Perù                                                                | Amichevole                                                          | -                                                                   |                                                                     |
| 7-9-2023                                                            | Ciudad del Este                                                     | Paraguay                                                            | 0 – 0                                                               | Perù                                                                | Qual. Mondiali 2026                                                 | -                                                                   | 46’                                                                 |
| 12-9-2023                                                           | Lima                                                                | Perù                                                                | 0 – 1                                                               | Brasile                                                             | Qual. Mondiali 2026                                                 | -                                                                   | 59’                                                                 |
| 12-10-2023                                                          | Santiago del Cile                                                   | Cile                                                                | 2 – 0                                                               | Perù                                                                | Qual. Mondiali 2026                                                 | -                                                                   | 46’                                                                 |
| 16-11-2023                                                          | La Paz                                                              | Bolivia                                                             | 2 – 0                                                               | Perù                                                                | Qual. Mondiali 2026                                                 | -                                                                   | 69’                                                                 |
| 21-11-2023                                                          | Lima                                                                | Perù                                                                | 1 – 1                                                               | Venezuela                                                           | Qual. Mondiali 2026                                                 | -                                                                   | 27’ 84’                                                             |
| 26-3-2024                                                           | Lima                                                                | Perù                                                                | 4 – 1                                                               | Rep. Dominicana                                                     | Amichevole                                                          | -                                                                   |                                                                     |
| 7-6-2024                                                            | Lima                                                                | Perù                                                                | 0 – 0                                                               | Paraguay                                                            | Amichevole                                                          | -                                                                   | 73’                                                                 |
| 14-6-2024                                                           | Filadelfia                                                          | El Salvador                                                         | 0 – 1                                                               | Perù                                                                | Amichevole                                                          | -                                                                   | 68’                                                                 |
| 21-6-2024                                                           | Arlington                                                           | Perù                                                                | 0 – 0                                                               | Cile                                                                | Coppa America 2024 - 1º turno                                       | -                                                                   | 35’                                                                 |
| 25-6-2024                                                           | Kansas City                                                         | Perù                                                                | 0 – 1                                                               | Canada                                                              | Coppa America 2024 - 1º turno                                       | -                                                                   |                                                                     |
| 29-6-2024                                                           | Miami Gardens                                                       | Argentina                                                           | 2 – 0                                                               | Perù                                                                | Coppa America 2024 - 1º turno                                       | -                                                                   | 77’                                                                 |
| 6-9-2024                                                            | Lima                                                                | Perù                                                                | 1 – 1                                                               | Colombia                                                            | Qual. Mondiali 2026                                                 | -                                                                   |                                                                     |
| 10-9-2024                                                           | Quito                                                               | Ecuador                                                             | 1 – 0                                                               | Perù                                                                | Qual. Mondiali 2026                                                 | -                                                                   | 61’                                                                 |
| 15-10-2024                                                          | Brasília                                                            | Brasile                                                             | 4 – 0                                                               | Perù                                                                | Qual. Mondiali 2026                                                 | -                                                                   |                                                                     |
| 20-3-2025                                                           | Lima                                                                | Perù                                                                | 3 – 1                                                               | Bolivia                                                             | Qual. Mondiali 2026                                                 | -                                                                   | 80’                                                                 |
| 25-3-2025                                                           | Maturín                                                             | Venezuela                                                           | 1 – 0                                                               | Perù                                                                | Qual. Mondiali 2026                                                 | -                                                                   |                                                                     |
| 6-6-2025                                                            | Barranquilla                                                        | Colombia                                                            | 0 – 0                                                               | Perù                                                                | Qual. Mondiali 2026                                                 | -                                                                   |                                                                     |
| 10-6-2025                                                           | Lima                                                                | Perù                                                                | 0 – 0                                                               | Ecuador                                                             | Qual. Mondiali 2026                                                 | -                                                                   |                                                                     |
| Totale                                                              |                                                                     | Presenze                                                            | 45                                                                  |                                                                     | Reti                                                                | 0                                                                   |                                                                     |

| Cronologia completa delle presenze e delle reti in nazionale ― Perù under 20 | Cronologia completa delle presenze e delle reti in nazionale ― Perù under 20 | Cronologia completa delle presenze e delle reti in nazionale ― Perù under 20 | Cronologia completa delle presenze e delle reti in nazionale ― Perù under 20 | Cronologia completa delle presenze e delle reti in nazionale ― Perù under 20 | Cronologia completa delle presenze e delle reti in nazionale ― Perù under 20 | Cronologia completa delle presenze e delle reti in nazionale ― Perù under 20 | Cronologia completa delle presenze e delle reti in nazionale ― Perù under 20 |
| Data                                                                         | Città                                                                        | In casa                                                                      | Risultato                                                                    | Ospiti                                                                       | Competizione                                                                 | Reti                                                                         | Note                                                                         |
| ---------------------------------------------------------------------------- | ---------------------------------------------------------------------------- | ---------------------------------------------------------------------------- | ---------------------------------------------------------------------------- | ---------------------------------------------------------------------------- | ---------------------------------------------------------------------------- | ---------------------------------------------------------------------------- | ---------------------------------------------------------------------------- |
| 20-1-2017                                                                    | Ibarra                                                                       | Argentina under 20                                                           | 1 – 1                                                                        | Perù under 20                                                                | Sudamericano Sub-20 2017 - 1º turno                                          | -                                                                            | 60’                                                                          |
| 21-1-2017                                                                    | Ibarra                                                                       | Perù under 20                                                                | 0 – 2                                                                        | Bolivia under 20                                                             | Sudamericano Sub-20 2017 - 1º turno                                          | -                                                                            |                                                                              |
| 23-1-2017                                                                    | Ibarra                                                                       | Perù under 20                                                                | 1 – 1                                                                        | Venezuela under 20                                                           | Sudamericano Sub-20 2017 - 1º turno                                          | -                                                                            | 37’ 72’                                                                      |
| 26-1-2017                                                                    | Ibarra                                                                       | Uruguay under 20                                                             | 2 – 0                                                                        | Perù under 20                                                                | Sudamericano Sub-20 2017 - 1º turno                                          | -                                                                            | 72’                                                                          |
| 18-1-2019                                                                    | Talca                                                                        | Uruguay under 20                                                             | 0 – 1                                                                        | Perù under 20                                                                | Sudamericano Sub-20 2019 - 1º turno                                          | -                                                                            |                                                                              |
| 22-1-2019                                                                    | Talca                                                                        | Paraguay under 20                                                            | 1 – 0                                                                        | Perù under 20                                                                | Sudamericano Sub-20 2019 - 1º turno                                          | -                                                                            | 58’                                                                          |
| 24-1-2019                                                                    | Curicó                                                                       | Perù under 20                                                                | 1 – 3                                                                        | Ecuador under 20                                                             | Sudamericano Sub-20 2019 - 1º turno                                          | -                                                                            |                                                                              |
| 26-1-2019                                                                    | Talca                                                                        | Argentina under 20                                                           | 1 – 0                                                                        | Perù under 20                                                                | Sudamericano Sub-20 2019 - 1º turno                                          | -                                                                            |                                                                              |
| Totale                                                                       |                                                                              | Presenze                                                                     | 8                                                                            |                                                                              | Reti                                                                         | 0                                                                            |                                                                              |

## Palmarès

### Club

#### Competizioni nazionali
- Campionato olandese: 1

Feyenoord: 2022-2023
- Coppa dei Paesi Bassi: 1

Feyenoord: 2023-2024
- Supercoppa dei Paesi Bassi: 1

Feyenoord: 2024
- Campionato danese: 1

Copenhagen: 2024-2025
- Coppa di Danimarca: 1

Copenhagen: 2024-2025